# Henryk Gmiterek
Henryk Aleksander Gmiterek (ur. 29 marca 1950 w miejscowości Narol-Wieś) – polski historyk, profesor nauk humanistycznych, nauczyciel akademicki.

## Życiorys
W 1973 ukończył studia na Uniwersytecie Marii Curie-Skłodowskiej w Lublinie. W 1979 doktoryzował się w Instytucie Historii PAN, stopień doktora habilitowanego uzyskał na UMCS w 1990 w oparciu o rozprawę zatytułowaną Związki intelektualne polsko-czeskie w okresie Odrodzenia. W 1997 otrzymał tytuł profesora nauk humanistycznych.
Zawodowo związany z UMCS, od 2001 na stanowisku profesora zwyczajnego. Objął funkcję kierownika Zakładu Historii XVI–XVIII wieku w Instytucie Historii Uniwersytetu Marii Curie-Skłodowskiej w Lublinie. Był również dyrektorem tego instytutu (2003–2005) oraz dziekanem Wydziału Humanistycznego UMCS (2005–2012).
Specjalizuje się w historii nowożytnej, w tym stosunkach wyznaniowych w RP w wiekach XVI i XVII, kontaktach polsko-czeskimi w tym okresie czy dziejach Lubelszczyzny. Uzyskał członkostwo m.in. w Lubelskim Towarzystwie Naukowym.
Odznaczony Złotym Krzyżem Zasługi (2003) oraz Krzyżem Kawalerskim Orderu Odrodzenia Polski (2012). Wyróżniony tytułem doctora honoris causa Państwowego Uniwersytetu Pedagogicznego im. Iwana Franki w Drohobyczu (2008) oraz honorowym członkostwem Sdruženi historiků České republiky (2015).

## Wybrane publikacje
- Bracia czescy a kalwini w Rzeczypospolitej: połowa XVI – połowa XVII wieku: studium porównawcze (1987)
- Związki intelektualne polsko-czeskie w okresie Odrodzenia (1526–1620) (1989)
- Antitrinitaires Polonais III: Marcin Czechowic, Jan Niemojewski, Krzysztof Ostorodt (1992)
- Zjazd w Stężycy w 1575 roku (1995)
- Materiały źródłowe do dziejów Żydów w księgach grodzkich lubelskich, 4 tomy, (2001–2014)